# Іриней Яворський
Іриней Яворський ЧСВВ (1832—1906) — український чернець-василіянин, педагог, книголюб. Останній префект (директор) гімназії оо. Василіян у м. Бучач (нині Тернопільської области, Україна), яким був, починаючи з навчального року 1872/1873, і закінчуючи 1892/1893. Став жертводавцем для книгозбірні Русько-народного інституту «Народний Дім». Автор двох статей «Gimnazjum OO. Bazylianow w Buczaczu», виданих у 1887 та 1893 роках. У 1858 році в некролозі Варлаама Компаневича написав його короткий життєпис.